# Útmenti légszennyezettségi modellezés

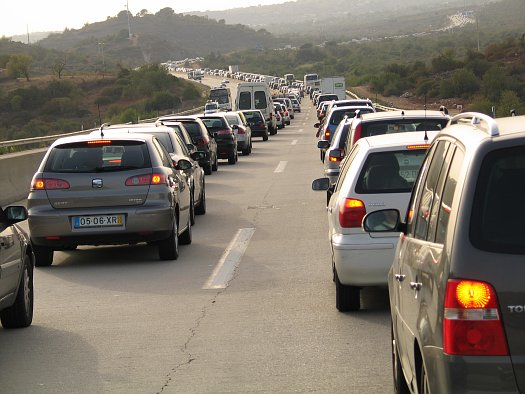
Az útmenti légszennyezettség fő okozója: a forgalom

Az útmenti légszennyezési modellezés a forgalom által okozott légszennyezés mértékének kiszámításával foglalkozik.
A figyelembe veendő változók – a gépjárművek kibocsátási adatai, a gépjárművek sebessége, az időjárás jelenségei, valamint a földfelszín geometriája – igen összetettek, ezért az elemzéshez számítógépes modellezésre van szükség.
Az Egyesült Államokban legkésőbb az 1960-as években kezdtek el foglalkozni a vonalforrás szórásképének vizsgálatával, mert a vonatkozó törvények ekkortól írták elő a főútvonalak és repülőterek által okozott légszennyezés kvantitatív vizsgálatát.
Az 1970-es évek elején a már létrehozott modelleket már ténylegesen alkalmazták az autópálya-tervezésben, sőt néhány bírósági ügyben is.

## A modell működési elve
A modellezés létrehozásánál az alapötlet az volt, hogy az útmenti légszennyezettségi modellek által kiszámítsák a légszennyező anyagok szennyezettségi szintjét a főútvonalak, illetve a közlekedési hálózat főartériái mentén, melyeknek értékeit figyelembe vesznek, mint vonalforrásokat. A modell figyelembe veszi a számításoknál a forráskarakterisztikákat, például a forgalom mennyiségét, sebességét, a járműösszetételt, a flotta kibocsátási határértékeit, hozzátéve az útvonal geometriáját, a környező földfelszínt, és a helyi időjárási adatokat. Példának okáért számos légminőségi adat csak majdnem a legrosszabb időjárási környezetben működne. A számítások hatékonysága összetett a számítógépes modell szempontjából alapvető, hogy az irányadó eredmények beérkezzenek, habár a munkafüzet jellegű utasítások fejlődtek a kijelzők változásával. Bizonyos esetekben – mint például bírósági tárgyalások – bizonyos pontos adatokat mindenképpen szerepeltetni kellett, ezért a modell érvényesítéséhez szükség volt terepről származó mérési eredményekre a helyi adatok pontosításához, ami nem teljes mértékben garantálta, mivel a széles körben igényelt adatmennyiség változói széles skálán mozgó eredményekhez vezettek. A termék számítási adatai gyakran azonos adatokat tartalmazó sávokat alakítottak ki térképre vetítve. Ezen adatok elsősorban a szén-monoxid-szennyezés kimutatásához voltak elegendőek az összes reakciós légrészecskével (szálló por, szénhidrogének, nitrogén-oxidok) együtt. A levegő minőségével foglalkozó kutatók sikerrel tudták alkalmazni a modellt a légszennyezettségi adatok kimutatásához, ezáltal csökkentve ezen szennyezési források káros mellékhatásait.

## A képlet
A végtelen vonalforrásra vonatkozó megoldóképlet a következő:
{\displaystyle \chi \ =\int _{0}^{\infty }{\frac {q}{\pi ucdx^{2}\cos \alpha }}\left(\exp {\frac {y^{2}}{2c^{2}x^{2}}}\right)\,\mathrm {d} x}, ahol
- x a megfigyelő távolsága a főútvonaltól;
- y a megfigyelő magassága;
- u az átlagos szélerősség;
- α a vonalforrás diagramjának szöge a relatív referenciakereten belül;
- c és d a függőleges és vízszintes szélirányok szórása (radiánban).

A képlet zárt alakra hozható a Gauss-féle hibafüggvény használatával. Megfelelő módosítással a képlet alkalmazható a teljes (végtelen) egyenesre, szakaszra, felszín fölé emelt szakaszra , illetve szakaszokból álló ívre. Mindegyik esetben kiszámíthatók a létrejövő légszennyezés három dimenziós határai. A matematikai modell alapján más alakú utakra vonatkozó elemzés is elvégezhető. Ugyanígy további meteorológiai és forgalmi feltételek is megadhatók.

## Fordítás
Ez a szócikk részben vagy egészben  a   Roadway air dispersion modeling című angol Wikipédia-szócikk ezen változatának fordításán alapul.  Az eredeti cikk szerkesztőit annak laptörténete sorolja fel. Ez a jelzés csupán a megfogalmazás eredetét és a szerzői jogokat jelzi, nem szolgál a cikkben szereplő információk forrásmegjelöléseként.